# 警官殺し

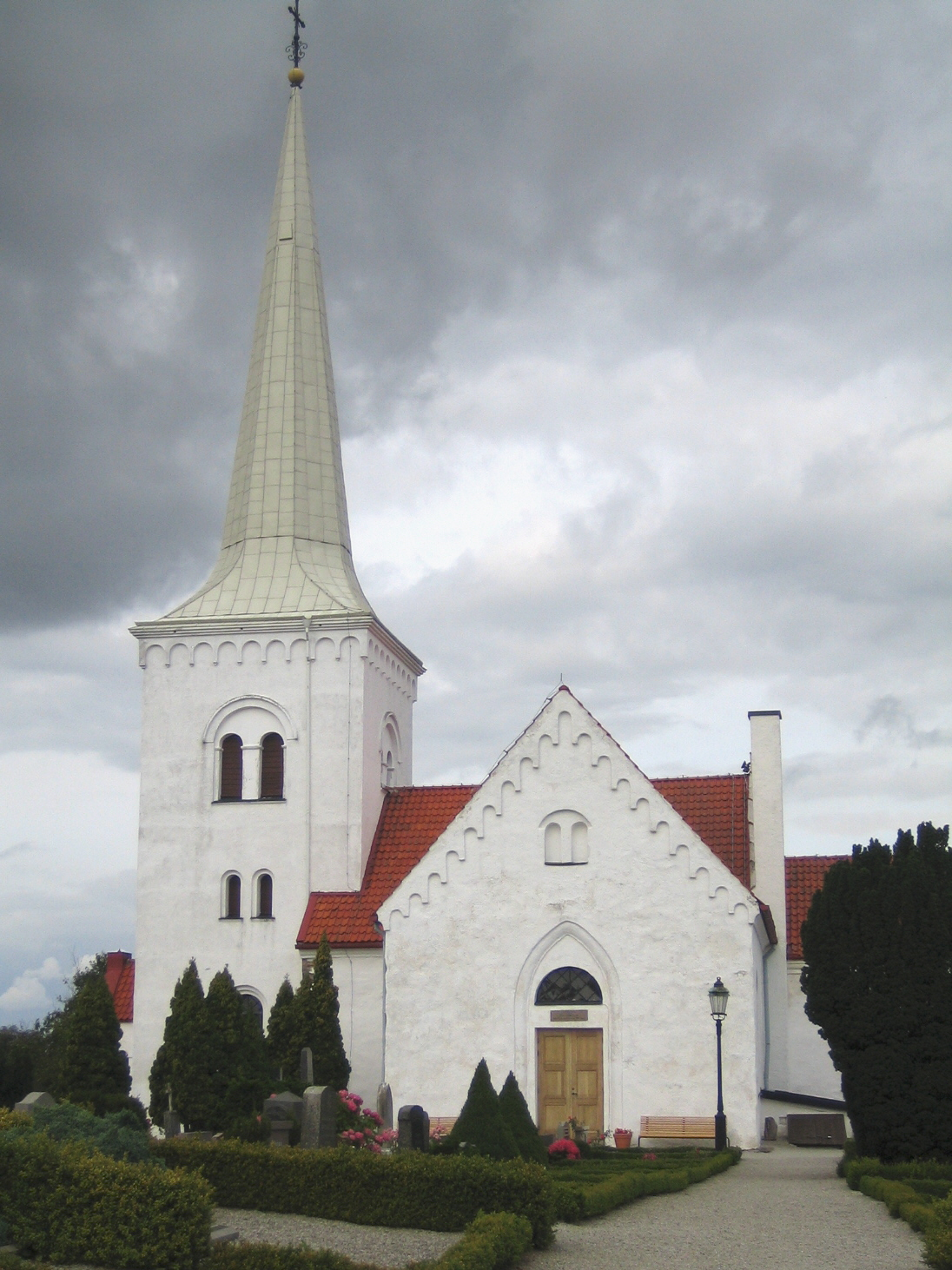
アンダスレーヴの教会

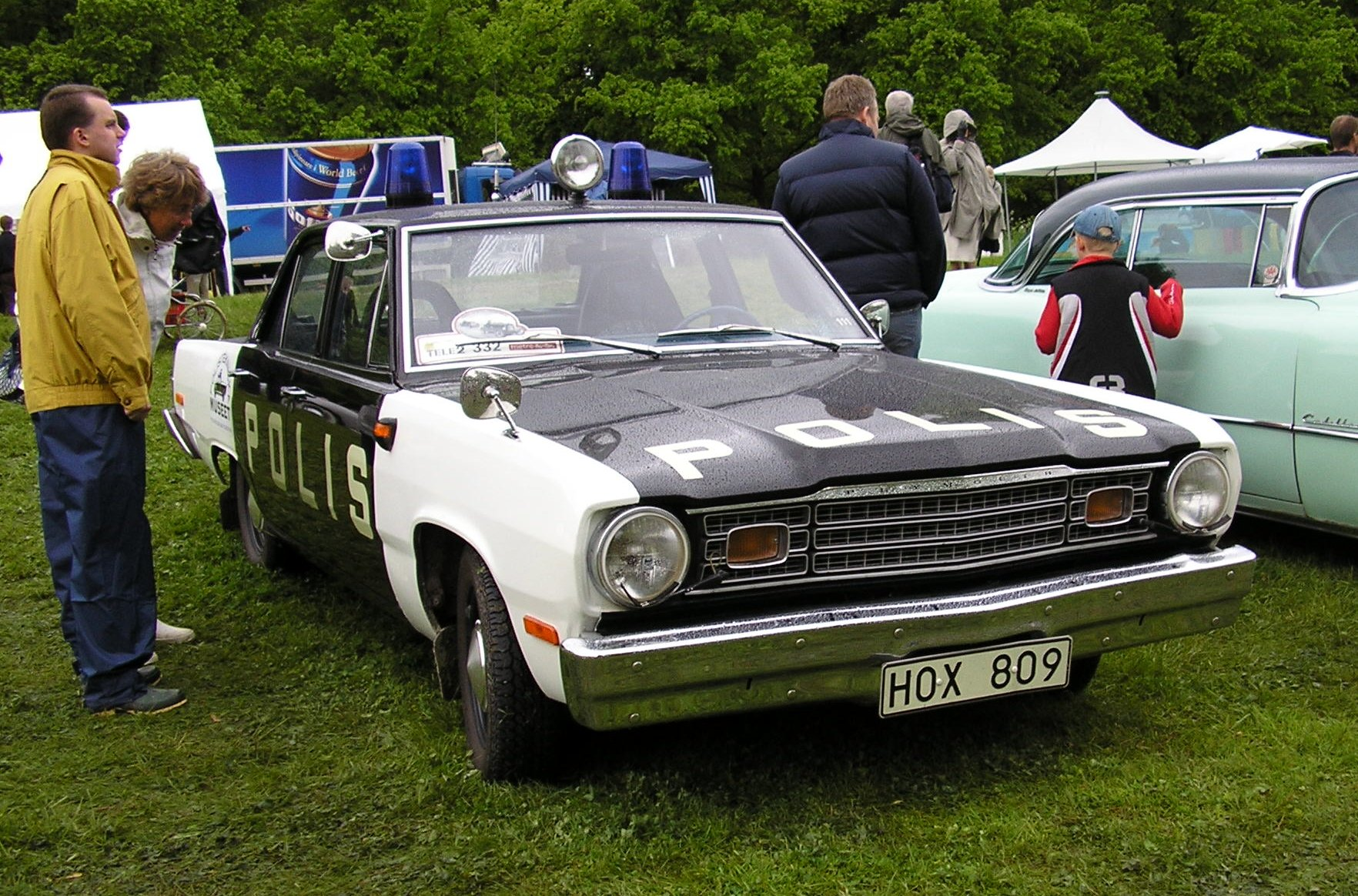
当時のスウェーデンのパトカー

『警官殺し』（けいかんごろし）は、ペール・ヴァールーとマイ・シューヴァル共著によるスウェーデンの警察小説「マルティン・ベック シリーズ」の第9作である。
翻訳の原書は、トーマス・ティール（Thomas Teal）訳、パンテオン・ブックス（Pantheon Books）の英語版「Cop Killer」。

## あらすじ
アンダスレーヴ（Anderslöv）の街で独り暮らしをしていたシグブリート・モードが行方不明になり、真っ先に疑われたのが隣人で前科持ちのフォルケ・ベンクトソンであった。現地の駐在所長のヘルゴット・オーライの捜査を助けるために以前ベンクトソンを逮捕したマルティン・ベックとコルベリが派遣された。マスメディアや警察上層部ではベンクトソンを犯人とみなしていたが、ベックらの捜査現場にいる者達は納得していなかった。
1973年11月18日の朝、マルメ警察管区内で無灯火の不審車両を停止させたパトカー警官が射殺されるという事件が発生した。コルベリはそちらの事件捜査に引き抜かれて行ってしまい、ベックは僅かな手掛かりを元に被害者と関係していたと思われる人物を探していた。

## 登場人物
マルティン・ベック
ストックホルム警察・殺人課・主任警視
レンナルト・コルベリ
ストックホルム警察・殺人課・主任警視代理
グンヴァルド・ラーソン
ストックホルム警察・殺人課・警視
ヘルゴット・オーライ
アンダスレーヴ駐在所・所長・警部
ペール・モーソン
マルメ警察・警部
シグブリート・モード
アンダスレーヴの住人
バーティル・モード
シグブリート・モードの元夫
フォルケ・ベンクトソン
シグブリート・モードの隣人
オーケ・ボーマン
新聞記者